# Sorâni
O sorâni (em curdo: soranî) ou curdo central é um dialeto da língua curda falado sobretudo nas regiões do Curdistão iraquiano e no província iraniana do Curdistão, por cerca de 10 milhões de pessoas.
No Iraque, é falado principalmente nas províncias de Erbil e Suleimânia. O modelo de escrita assenta numa variação do alfabeto persa e árabe, embora haja sinalética escrita em alfabeto latino nas cidades.
Com o desenvolvimento dos meios de comunicação na região curda do Iraque, hoje quase toda a população do Curdistão é capaz de entender ou falar o dialeto sorâni, assim como o curmânji.

## História
O termo Sorâni surgiu com o Emirado de Soran, que existiu durante a Idade Moderna como vassalo do Império Otomano. Assim, passou a ser usado para referir-se ao dialeto curdo central, após a adaptação do alfabeto persa para sua escrita, nos anos de 1920.

## Subdialetos
- O Mukriani é falado nas cidades de Piranshahr e Mahabad no Irã.[6]